# Плеиды
Плеиды (лат. Pleidae) — семейство насекомых из отряда полужесткокрылых. В семействе насчитывают 37 видов. На территории России широко распространён один вид — гладыш-крошка (Plea minutissima), на юге Приморского края также отмечены Paraplea indistinguenda.

## Описание
Мелкие водные клопы длиной 1,5—3 мм. Тело короткое, вздутое. Задние ноги ходильные, без длинных волосков. Надкрылья без перепоночки.